# OŠK Moravany nad Váhom
OTJ Moravany nad Váhom là một câu lạc bộ bóng đá Slovakia, đến từ thị trấn Moravany nad Váhom. Câu lạc bộ được thành lập năm 1929. Câu lạc bộ có học sinh, vị thành niên và đàn ông. Tên gọi hiện tại của câu lạc bộ là OŠK Moravany nad Váhom.

## Sân vận động
Đội bóng thi đấu các trận sân nhà trên Sân vận động v Moravanoch, có biệt danh "Zelenák".